# Метакомпактний простір
У математиці, зокрема загальній топології, топологічний простір називається метакомпактним, якщо для кожного його відкритого покриття існує точково скінченне подрібнення. Тобто, для будь-якого відкритого покриття топологічного простору, існує подрібнення, яке знову є відкритим покриттям із властивістю, що кожна точка є елементом лише у скінченній кількості множин подрібнення.
Топологічний простір називається зліченно метакомпактним, якщо для кожного зліченного відкритого покриття існує точково скінченне подрібнення.

## Формальне означення
Нехай {\displaystyle {\mathcal {U}}=(U_{i})_{i\in I}} є відкритим покриттям топологічного простору {\displaystyle X}, тобто сім'єю відкритих підмножин для яких {\displaystyle \textstyle X=\bigcup _{i\in I}U_{i}} і {\displaystyle {\mathcal {V}}=(V_{j})_{j\in J}} є сім'єю відкритих підмножин, що задовольняє умови: 
- {\displaystyle X=\bigcup _{j\in J}V_{j}},   тобто {\displaystyle {\mathcal {V}}} теж є відкритим покриттям простору {\displaystyle X}
- {\displaystyle \forall j\in J:\exists i\in I:V_{j}\subset U_{i}}, тобто {\displaystyle {\mathcal {V}}} є подрібненням покриття {\displaystyle {\mathcal {U}}}
- {\displaystyle \forall x\in X:|\{j\in J;x\in V_{j}\}|<\infty },   тобто покриття {\displaystyle {\mathcal {V}}} є точково скінченним.

## Приклади
- Кожен паракомпактний простір є метакомпактним. Це означає, наприклад, що всі компактні простори і метричні простори є метакомпактними.
- Прикладом метакомпактного простору, що не є паракомпактним є дошка Дьєдоне.[1][2] Дошка Дьєдоне є також прикладом того, що метакомпактний простір може не бути нормальним.
- Простим прикладом простору, що не є метакомпактним але є зліченно метакомпактним) є площина Немицького.
- Стрілка Зоргенфрея є паракомпактним, а тому і метакомпактним простором, проте добуток двох стрілок (площина Зоргенфрея) не є метакомпактним простором.
- Зліченно компактний простір Лінделефа є метакомпактним і кожен сепарабельний метакомпактний простір є простором Лінделефа.

## Властивості
- Замкнутий підпростір метакомпактного простору теж є метакомпактним.
- Кожен метакомпактний простір є ортокомпактним.
- Нормальний метакомпактний простір є зліченно паракомпактним[3] але може не бути паракомпактним.
- Кожен метакомпактний нормальний простір задовольняє властивість стиснення: для довільного відкритого покриття {\displaystyle {\mathcal {U}}=(U_{i})_{i\in I}} існує таке покриття {\displaystyle {\mathcal {V}}=(V_{i})_{i\in I}} індексоване тією ж множиною, що {\displaystyle V_{i}\subset U_{i}} і для всіх замикань також {\displaystyle {\bar {V}}_{i}\subset U_{i}.} Якщо покриття {\displaystyle {\mathcal {U}}} є точково скінченним, то таким є і {\displaystyle {\mathcal {V}}.}
- Добуток компактного простору і метакомпактного простору є метакомпактним.
- Для того, щоб цілком регулярний простір X був компактним, необхідно і достатньо, щоб X був метакомпактним і псевдокомпактним.

## Розмірність Лебега
Топологічний простір X має розмірність Лебега n, якщо для кожного відкритого покриття X існує подрібнення, таке що жодна точка простору X належить не більш ніж n + 1 множині із подрібнення і якщо n є мінімальним значенням, для якого це справджуєть. Якщо такого мінімального n не існує то простір має нескінченну розмірнісь Лебега. Усі простори скінченної міри Лебега є очевидно метакомпактними.